# Lista de prêmios e indicações recebidos por Arnold Schwarzenegger
Eis abaixo uma lista dos prêmios ganhos e indicações do fisiculturista e ator austro-americano Arnold Schwarzenegger:
- The Saturn Awards
  - 1985 - The Terminator - Melhor Ator - Nomeado
  - 1988 - Predator - Melhor Ator - Nomeado
  - 1991 - Total Recall - Melhor Ator - Nomeado
  - 1992 - Terminator 2: Judgment Day - Melhor Ator - Nomeado
  - 1994 - Last Action Hero - Melhor Ator - Nomeado
  - 1995 - True Lies - Melhor Ator - Nomeado
  - 2001 - The 6th Day - Melhor Ator - Nomeado

- Blockbuster Entertainment Awards
  - 1998 - Batman & Robin - Nomeado -  Ator Coadjuvante Favorito – Ficção Científica
  - 2000 - End of Days - Nomeado - Ator Favorito – Ação/Ficção Científica

- Golden Globe Awards
  - 1977 - Stay Hungry - Vencido - Melhor Estreia de Filme Cinematográfico, categoria Mmasculina
  - 1995- Junior- Nomeado - Melhor Performance por um Ator em Filme Cinematográfico – Comédia/Musical

- Nickelodeon Kids' Choice Awards
  - 1989 - Twins - Vencido - Ator de Filme Favorito
  - 1991 - Kindergarten Cop - Vencido - Ator de Filme Favorito

- MTV Movie Awards
  - 1992 - Terminator 2: Judgment Day - Vencido - Melhor Performance Masculina
  - 1995 - True Lies - Nomeado - Melhor Beijo; Melhor Sequência de Ação

- Razzie Awards
  - 1983 - Conan the Barbarian - Nomeado - Pior Ator
  - 1994 - Last Action Hero - Nomeado - Pior Ator
  - 1998 - Batman & Robin - Nomeado - Pior Ator Coadjuvante
  - 2000 - End of Days - Nomeado - Pior Ator
  - 2001 - The 6th Day - Nominated - Pior Ator; Pior Ator Coadjuvante; Pior Casal na Tela
  - 2005 - Around the World in 80 Days - Nomeado - Pior Ator Coadjuvante
  - Múltiplos filmes - Vencido - Pior Perdedor do Razzie de Nossos Primeiros 25 Anos

- Teen Choice Awards
  - 2004 - Terminator 3: Rise of the Machines - Nomeado - Escolha do Melhor Ator - Drama/Ação/Aventura